# Prix Léon-de-Rosen
Le prix Léon-de-Rosen, de la fondation du même nom, est un grand prix de l'Académie française biennal, créé en 2010 et « destiné à récompenser l’ouvrage, roman, essai ou bande dessinée, qui aura le mieux contribué à la compréhension et à la diffusion des valeurs que recouvre la notion du respect de l’environnement ».
Léon de Rosen (16 novembre 1912, Stockholm - 7 août 2004, Les Portes-en-Ré) est  naturalisé français en 1940. Il dirige la Croix Rouge en France, participe à la création du Haut Comité Français pour l’Environnement et prépare le sommet de Rio.

## Liste des lauréats

### Années 2010
- 2010 : Patrick Blandin (1944-....) pour Biodiversité. L’Avenir du vivant
- 2012 : Philippe Squarzoni pour Saison brune
- 2014 : Valérie Chansigaud pour L’homme et la nature. Une histoire mouvementée
- 2016 : Bruno David et Patrick De Wever pour La Biodiversité de crise en crise
- 2018 : Laurent Testot pour Cataclysmes. Une histoire environnementale de l’humanité

### Années 2020
- 2020 : Frédéric Keck pour Les Sentinelles des pandémies. Chasseurs de virus et observateurs d’oiseaux aux frontières de la Chine
- 2022 : Éric Fottorino pour Mohican
- 2024 : Plantu pour Sale temps pour la planète